# La Momie (film, 1969)
Pour les articles homonymes, voir La Momie.
Pour plus de détails, voir Fiche technique et Distribution.
La Momie (Al-Mummia) est un film égyptien réalisé par Châdi Abdessalam en 1969.

## Synopsis
« Celui qui est venu reviendra, Celui qui s’est endormi s’éveillera, Celui qui est mort revivra ».
Le scénario est inspiré d'événements réels survenus au cours d’une expédition archéologique française dans la vallée des rois en 1881. Parce que certains objets impossibles à confondre ont été vendus clandestinement, les archéologues égyptiens se lancent à la recherche des tombes des pharaons de la vingt-et-unième dynastie. C'est une tribu (la famille Abd el-Rasul) basée à Gurna à Thèbes qui vit d'un tel trafic, après avoir découvert les tombeaux cachés dans la montagne. Mais l'un de ses membres, Wannis, tourmenté par sa conscience, songe à révéler aux archéologues l'emplacement des sarcophages.

## Fiche technique
- Réalisation : Châdi Abdessalam
- Production : General Egyptian Cinema Organisation Merchant Ivory Productions
- Scénario : Shadi Abd al-Salam
- Image : Abdel Aziz Fahmy
- Montage : Kamal Abou El Ella
- Musique : Mario Nascimbene

## Distribution
- Ahmed Marei : Wannis
- Ahmad Hegazi : le frère
- Zouzou Hamdi El Hakim : la mère
- Nadia Lutfi : Zeena
- Mohamed Abdel Rahman : le troisième cousin
- Abdelazim Abdelhack : un oncle
- Abdelmonen Aboulfoutouh : un oncle
- Ahmad Anan : Badawi
- Helmi Halali : le second cousin
- Gaby Karraz : Maspero
- Mohamed Khairi : Kamal
- Ahmed Khalil : le premier cousin
- Mohamed Morshed : l'étranger
- Mohamed Nabih : Murad
- Shafik Noureddin : Ayoub

## Postérité
Sur son site L'Encyclopédie du film historique, l'historien du cinéma Hervé Dumont voit dans ce film « un des grands classiques de la cinématographie égyptienne (tourné grâce au soutien de Roberto Rossellini), chef-d’œuvre d’une beauté plastique renversante. »